# Dennis Jackson
Dennis Leonard Jackson (8 tháng 3 năm 1932 - 20 tháng 3 năm 2014) là một cầu thủ bóng đá người Anh thi đấu ở vị trí hậu vệ biên.

## Sự nghiệp
Sinh ra ở Birmingham, Jackson từng thi đấu cho West Bromwich Albion, Hednesford Town, Aston Villa, Millwall và Rugby Town.

## Cuộc sống sau đó và cái chết
Jackson mất vào tháng 3 năm 2014 lúc 82 tuổi.